# Dongmyeong
Dongmyeong lub Tongmyŏng – król-założyciel Koguryŏ, największego z Trzech Królestw Korei. W steli króla Kwanggaet’o jest wymieniony jako Ch’umo, zaś Samguk Sagi i Samguk Yusa określają go jako Jumonga.

## Życiorys
Najwcześniejszy zachowany przekaz o Jumongu odnajdujemy na steli Kwanggaet’o Wielkiego (V wiek). Jednak najbardziej znana wersja pochodzi z koreańskich kronik Samguk Sagi i Samguk Yusa.

### Legenda
Kontrowersje dotyczą osoby ojca Jumonga. W zmitologizowanej wersji miał nim być niebiański władca Hae Mosu, który uwiódł Yuhwę, córkę Hwabaeka (bóstwo Rzeki Żółtej). Hae Mosu miał ją uwieść i porzucić, za co została wygnana przez swych rodziców. Odnalazł ją król Dongbuyeo Kŭmwa, który zabrał ją do swego pałacu jako konkubinę. Tam zamknął ją w odosobnieniu, jednak została zapłodniona przez promienie słoneczne i wkrótce urodziła jajo. Kŭmwa wielokrotnie próbował zniszczyć jajo, jednak za każdym razem bezskutecznie. Wkrótce wykluł się z niego chłopiec, który został nazwany imieniem Jumong, co oznaczało „dobry łucznik”.
Jumong słynął ze swych świetnych umiejętności łuczniczych, a także ze świetnej jazdy konnej. Król Kŭmwa miał siedmiu synów i każdy z nich zazdrościł mu umiejętności. Mimo że król był już wówczas przychylnie nastawiony do Jumonga, to zazdrość przybranych braci była tak wielka, że musiał on wkrótce uciekać z Buyŏ. Szczególną nienawiścią do niego pałał najstarszy syn króla i następca tronu książę Daeso.

### Pierwszy król Koguryŏ
W 37 p.n.e. Jumong dotarł do na południe, w rejony rzeki Amnok. Na tym terenie istniało już państewko Jolbon (lub Kuryŏ), które było konfederacją klanów. Jego władca oddał Jumongowi za żonę swą córkę So Sŏno, a po jego śmierci tron przeszedł na Jumonga. Ogłosił on powstanie nowego państwa, które nazwał Koguryŏ (kor. 고구려, chiń. trad. 高句麗), będące spadkobiercą wcześniejszego Kojosŏn.
Dawna federacja klanowa została szybko skonsolidowana przez nowego władcę, po tym gdy Songyang z klanu Biryu skapitulował przed Jumongiem. Wkrótce ukończono budowę pierwszej stolicy – Jolbon-sŏng. W roku 28 p.n.e. podbite zostało państwo południowego Okjŏ. Także w tymże roku, w pałacu w Buyeo zmarła matka Jumonga, Yuhwa. Król Kŭmwa pochował ją z honorami królowej, co było niespotykane, gdyż Yuhwa była tylko konkubiną. W dowód wdzięczności Jumong wysłał do sąsiada poselstwo z darami.
W 19 p.n.e. pierwsza żona Jumonga Ye Soya uciekła z Dongbuyeo wraz z synem Yurim. Spowodowało to napięcie na dworze królewskim, a w jego wyniku So Seo-no wraz z dwoma synami opuściła Goguryeo, by wkrótce założyć państwo Baekje. Jumong ogłosił swojego pierworodnego syna Yuriego następcą tronu.

### Dziedzictwo
Jumong zmarł w wieku 40 lat. Jego następcą został jego pierworodny syn Yuri. Państwo założone przez Jumonga wyrosło wkrótce na regionalną potęgę i przetrwać miało kilkaset lat. Spoczywa w grobowcu w Ryŏkp’o, dzielnicy Pjongjangu.

## Kontrowersje chronologiczne
Założenie Goguryeo jest datowane tradycyjnie na rok 37 p.n.e. według Samguk sagi, aczkolwiek możliwe są też wcześniejsze daty – II wiek p.n.e. (Encyclopaedia Britannica) lub 277 p.n.e. Za tę ostatnią wersją przedstawiono następujące argumenty:
- Nowa Księga Tang (Hsin T'angshu) stanowi, że Goguryeo istniało przez około 900 lat.
- Stela Kwanggaet’o nazywa króla Kwanggaet’o siedemnastym potomkiem założyciela, podczas gdy w Samguk sagi jest on dwunastym potomkiem.
- Samguk Sagi i Samguk Yusa są zgodne, iż Goguryeo powstało w roku kapsin w 60-letnim cyklu kalendarza chińskiego, który wypadał zarówno w 37 p.n.e. jak i wcześniej w 277 p.n.e.

Kroniki są zgodne, że Jumong został pierwszym królem Goguryeo gdy miał 22 lata.

## Życie prywatne
- Ojciec: Hae Mosu (?)
- Matka: Yuhwa
- Przybrany ojciec: Kŭmwa, król Buyeo

- Pierwsza żona: Ye Soya

1. Yuri, drugi król Goguryeo

- Druga żona: So Sŏno

1. Biryu
2. Onjo, pierwszy król Baekje